# Melanthes (bướm nhảy)
Melanthes là một chi bướm ngày thuộc họ Bướm nâu.